# Grand tour

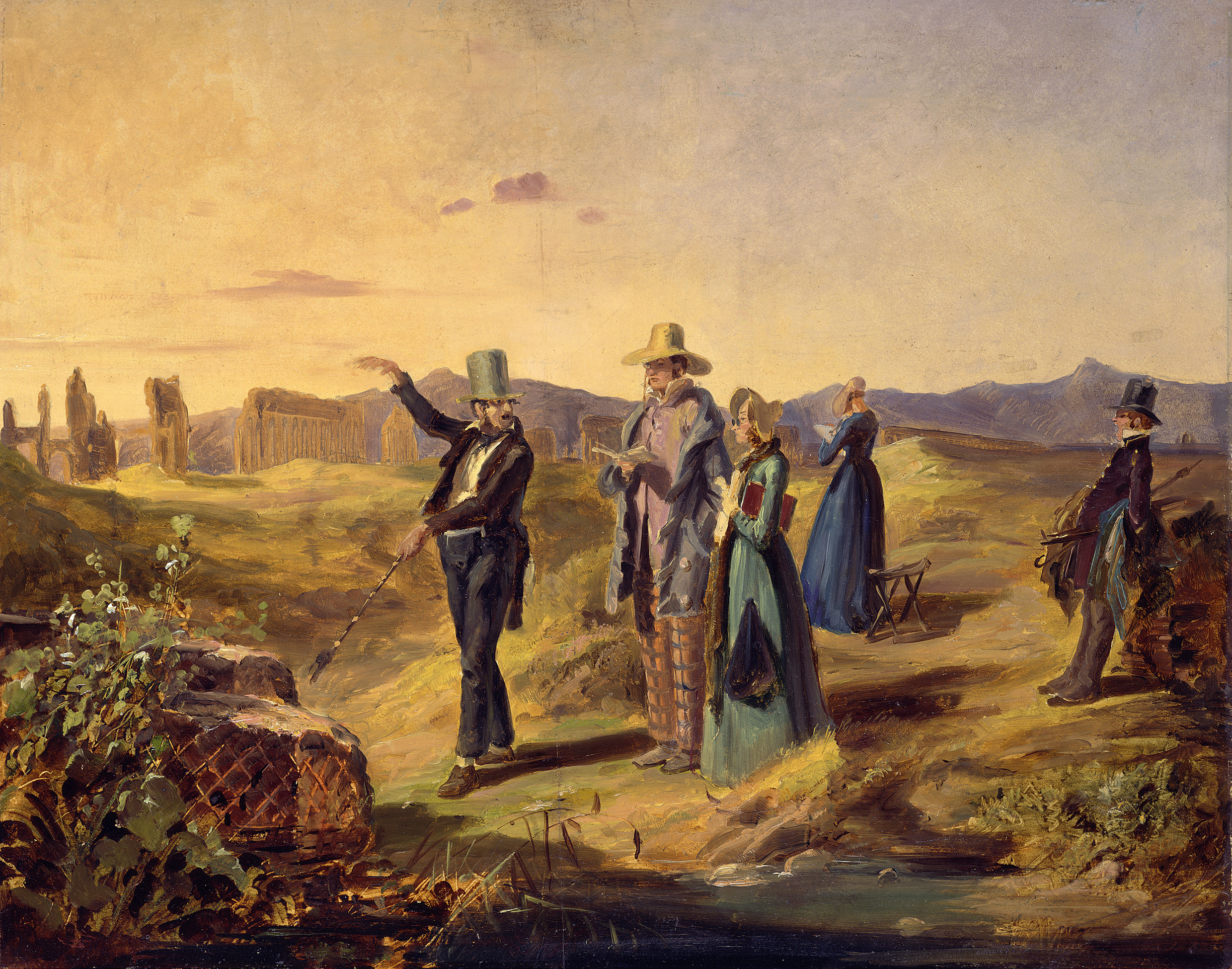
Engelse toeristen in de Campagna, aquarel door Carl Spitzweg, ca. 1845

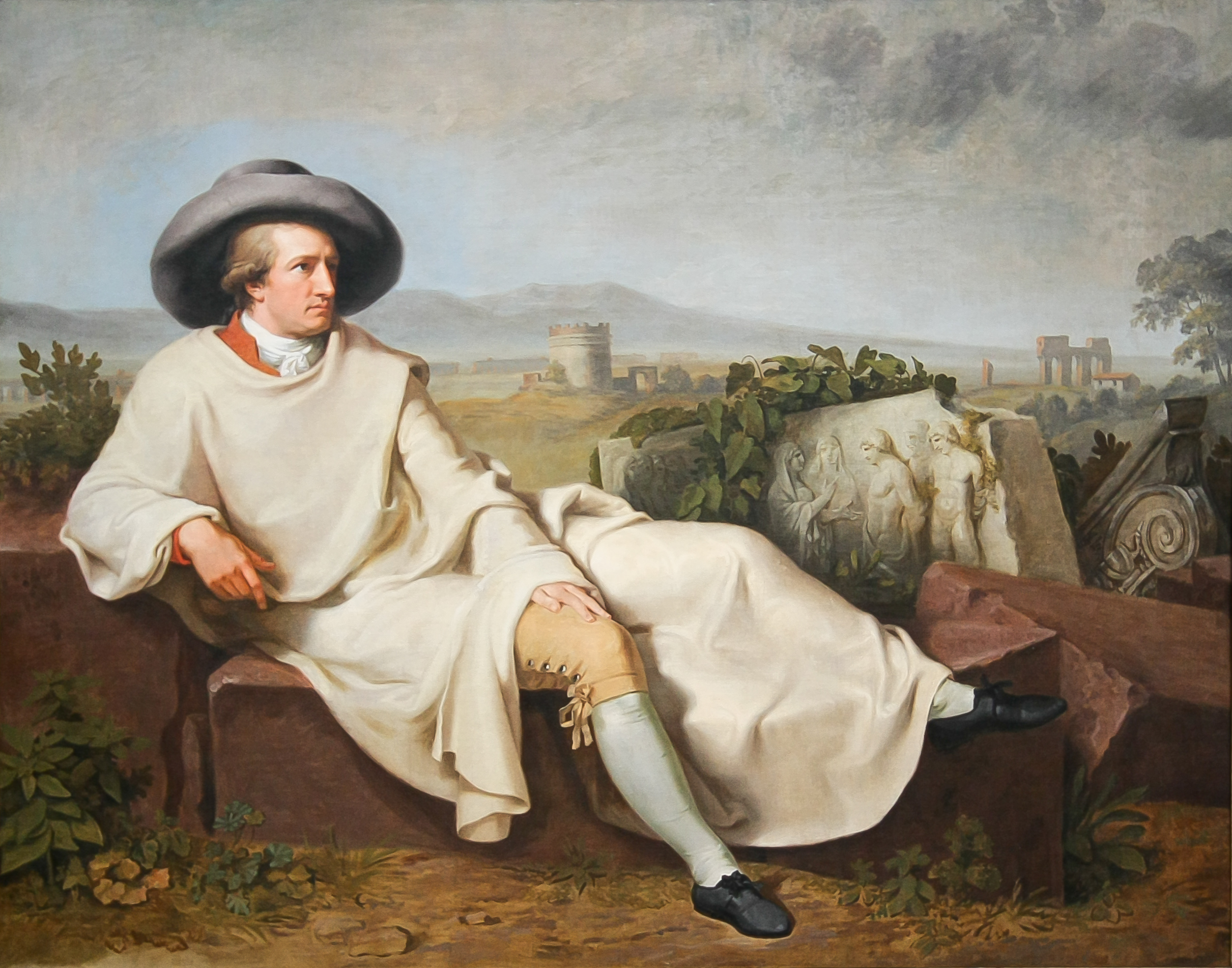
Goethe in de Campagna, door Johann Tischbein, 1787

Een grand tour was gedurende de 17e tot het begin van de 20e eeuw een uitgebreide reis door Europa voor welgestelde adolescenten als onderdeel van hun opvoeding.

## Grand tour
Deze rondreis langs klassieke monumenten, voornamelijk in Italië en Frankrijk, maakte deel uit van de vorming van jonge mannen uit de West-Europese elite. Het werd beschouwd als een essentieel onderdeel van hun opvoeding, waarbij ze de (voornamelijk klassieke) kunsten leerden kennen en waarderen. Het diende ook als een gelegenheid voor seksuele opvoeding en voorbereiding op het huwelijk.
De grand tour was ook de gelegenheid om tijdelijk te ontsnappen uit het keurslijf van de hoogste standen. Ouders stimuleerden de grand tour opdat de jongeren op deze manier ver van huis hun wilde haren konden kwijtraken.
Een bekend persoon uit Duitsland die een uitgebreid bezoek aan Italië bracht was Johann Wolfgang von Goethe. Hij bezocht het land tijdens zijn grand tour van 1786 tot 1788 en bracht verslag uit van deze reis in zijn boek Italiaanse Reis. Hij werd tijdens zijn reis lange tijd begeleid door de schilder Johann Tischbein, die daar het bekend geworden portret van Goethe schilderde.
Om zo comfortabel mogelijk te reizen, zonder extreme hitte of regenval en tegelijkertijd zoveel mogelijk bijzondere evenementen bij te wonen, vertrokken de reizigers meestal in het vroege voorjaar.
Koetsen werden vaak gebruikt als vervoermiddel, of het nu ging om eigen koetsen van adellijke families, gehuurde koetsen of postkoetsen.

## Ongemak en gevaar

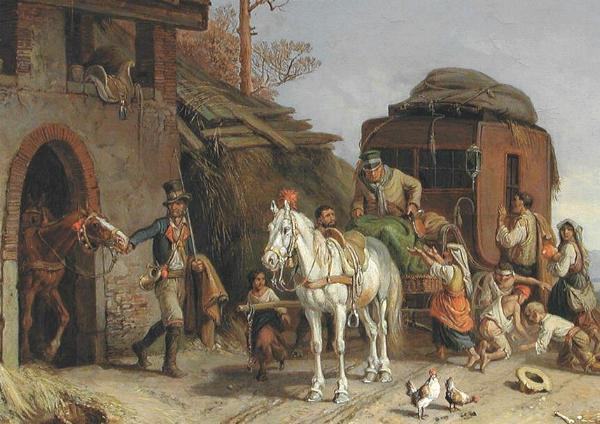
Italiaans poststation, door Heinrich Bürkel

Dankzij de reisverslagen en brieven van hun voorgangers waren de reizigers zich ervan bewust dat hen onderweg veel ongemak ten deel zou vallen, met name buiten de grote steden. Het was zaak om daarop voorbereid te zijn, net als op het gevaar van bandieten en rovers. Een paar pistolen hoorden daarom tot de standaard reisuitrusting.